# Equus (genre)
Pour les articles homonymes, voir Equus.
Genre
Equus est un genre de mammifères de la famille des Équidés, qui comprend les ânes, les chevaux et les zèbres.
On trouve, entre autres, les espèces et sous-espèces suivantes : les ânes dont l'âne commun, l'hémione, le kiang, le cheval domestique, le cheval de Przewalski, et les zèbres (dont le zèbre de Grévy). 

## Liste des espèces
Selon Mammal Species of the World (version 3, 2005)  (9 avril 2018) :
- Equus asinus Linnaeus, 1758 — Âne
  - Equus asinus asinus (Linnaeus, 1758) — Âne domestique
  - Equus asinus africanus (Fitzinger, 1857) — Âne sauvage d'Afrique
  - Equus asinus somalicus (L. Sclater, 1885) — Âne de Somalie ou Âne sauvage de Somalie
- Equus hemionus Pallas, 1775 — Hémione - Synonyme : Equus onager
  - Equus hemionus hemionus - Âne sauvage de Mongolie ou Hémione de Mongolie
  - Equus hemionus blanfordi (Pocock, 1947)
  - † Equus hemionus hemippus — Âne sauvage de Syrie (éteint)
  - Equus hemionus khur (en) — Onagre de l'Inde ou Onagre de Khur
  - Equus hemionus kulan — Koulan ou Âne de Mongolie
  - Equus hemionus luteus — Âne sauvage du désert de Gobi ou Hémione du désert de Gobi, synonyme du précédent, kulan
  - Equus hemionus onager — Onagre ou Onagre de Perse
- † Equus hydruntinus (Stehlin & Graziozi, 1935) — Hydrontin ou Âne européen (éteint)
- Equus kiang Moorcroft, 1841 — Kiang, Kiang du Tibet ou Âne sauvage du Tibet
- † Equus lambei Hay, 1917 — Cheval du Yukon ou Cheval sauvage du Yukon
- Equus caballus Linnaeus, 1758 — Cheval
  - Equus ferus caballus Linnaeus, 1758 — Cheval domestique
  - † Equus ferus ferus Linnaeus, 1758 — Cheval sauvage ou Tarpan
  - Equus caballus przewalskii Linnaeus, 1758 — Cheval de Przewalski ou Takh
- † Equus scotti (en) Gidley, 1900
- † Equus stenonis Cocchi, 1867 ou Equus Sussemionus stenonis Eisenmann, 2010[3],[4]
- † Equus coliemensis Lazarev, 1980 ou Equus Sussemionus coliemensis Eisenmann, 2010[3],[4]
- † Equus suessenbornensis (en) Wüst, 1901 ou Equus Sussemionus suessenbornensis Eisenmann, 2010[3],[4]
- Equus grevyi Oustalet, 1882 — Zèbre de Grévy ou Zèbre impérial
- Equus quagga Boddaert, 1785 (anciennement Equus burchellii (Gray, 1824)) — Zèbre des plaines ou Zèbre de Burchell[5]
  - † Equus quagga quagga Boddaert, 1785 — Quagga ou Couagga
  - Equus quagga burchellii Gray, 1824 — Zèbre de Burchell
  - Equus quagga boehmi Matschie, 1892 — Zèbre de Grant ou Zèbre de Böhm
  - Equus quagga borensis Lönnberg, 1921
  - Equus quagga chapmani — Zèbre de Chapman
  - Equus quagga crawshayi — Zèbre de Crawshay
- Equus zebra Linnaeus, 1758 — Zèbre des montagnes

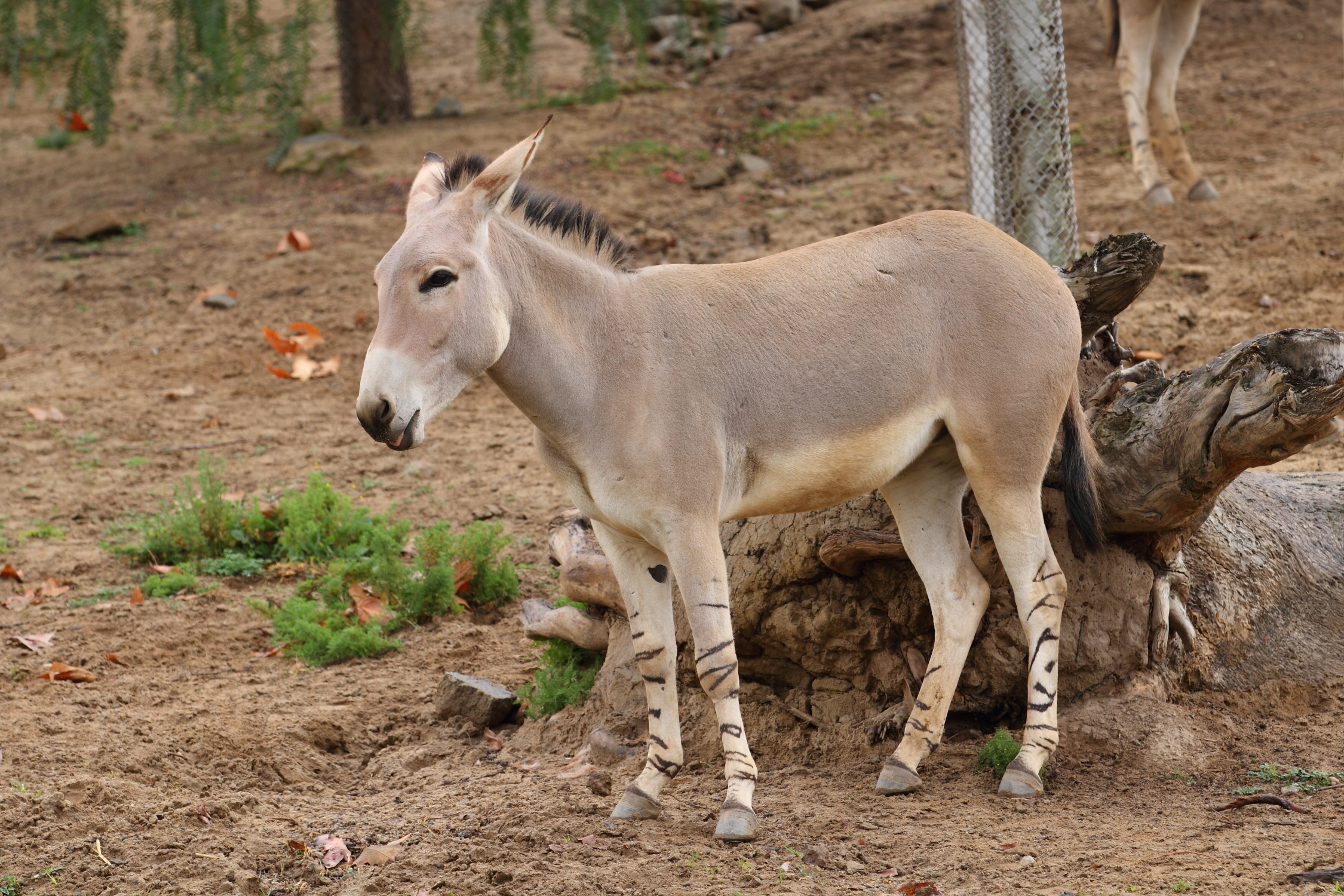
Equus africanus somaliensis
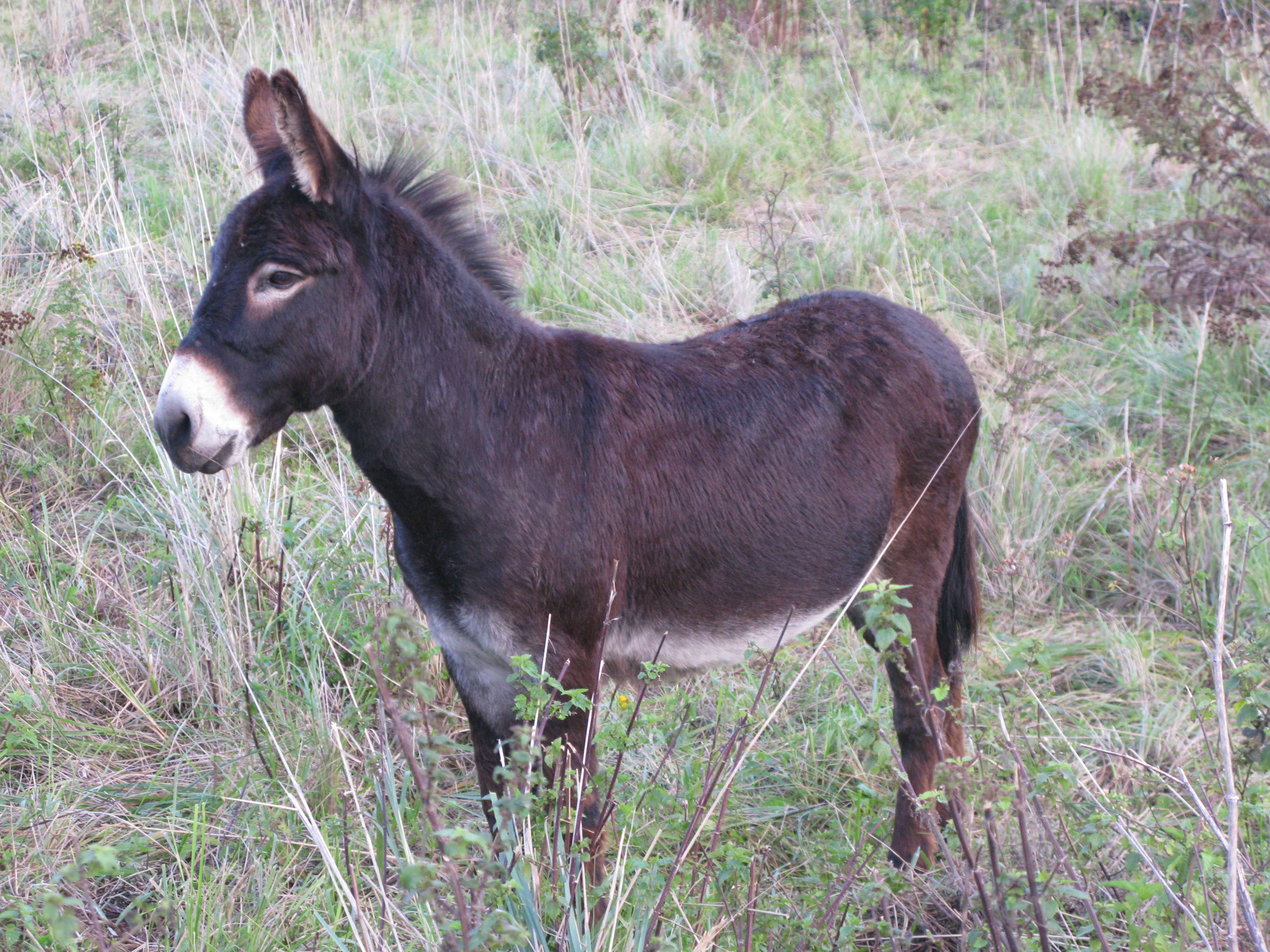
Equus asinus
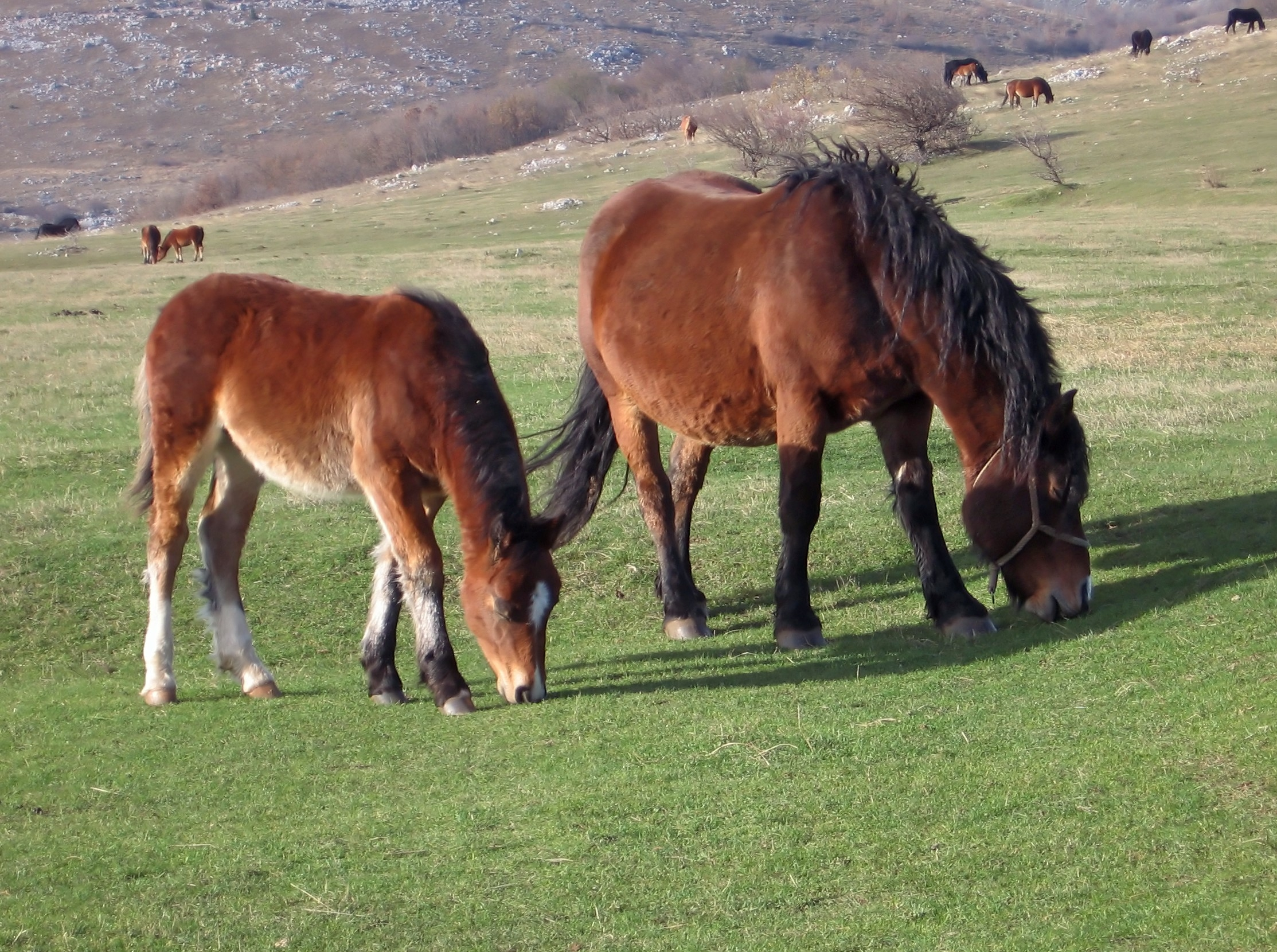
Equus caballus
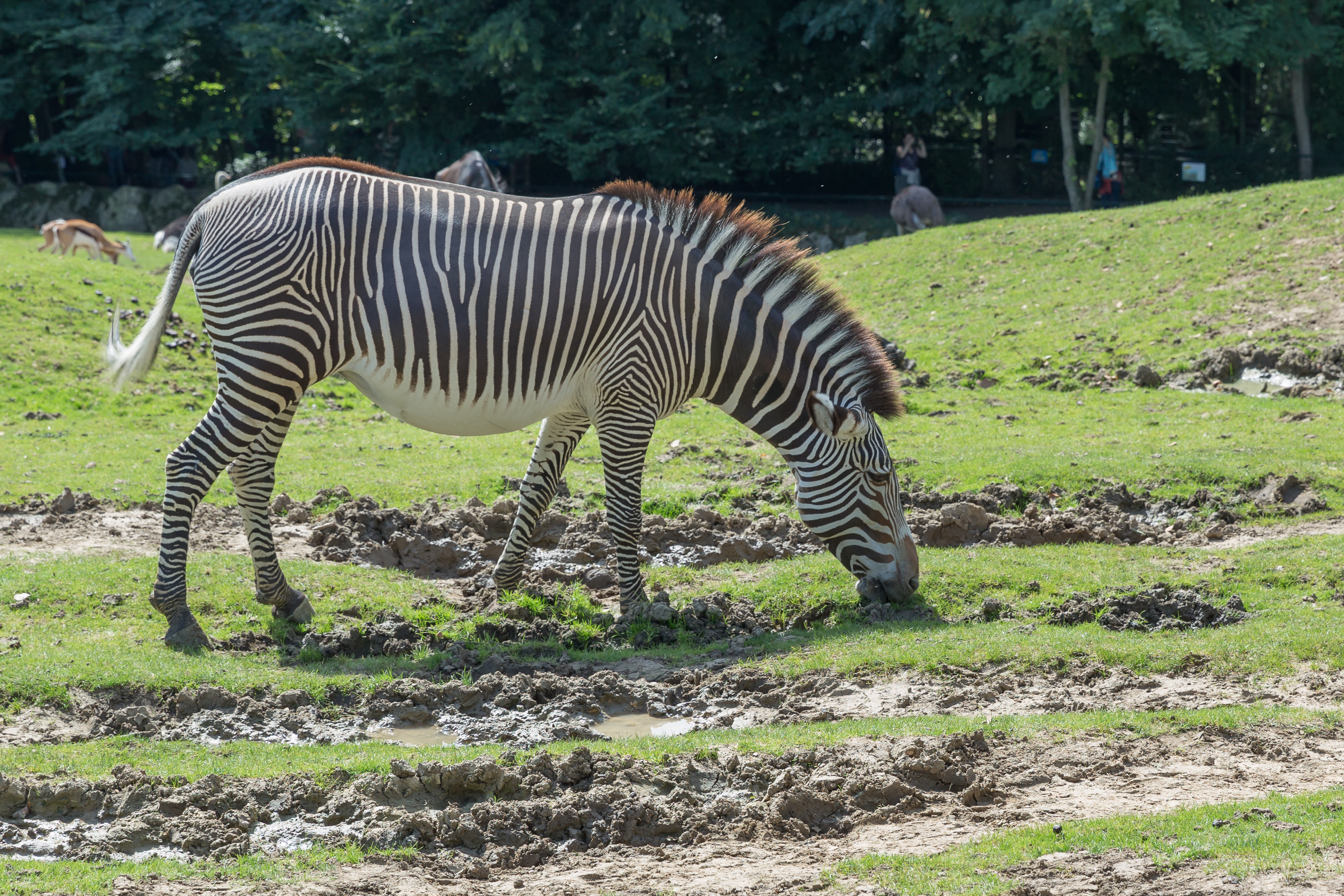
Equus grevyi
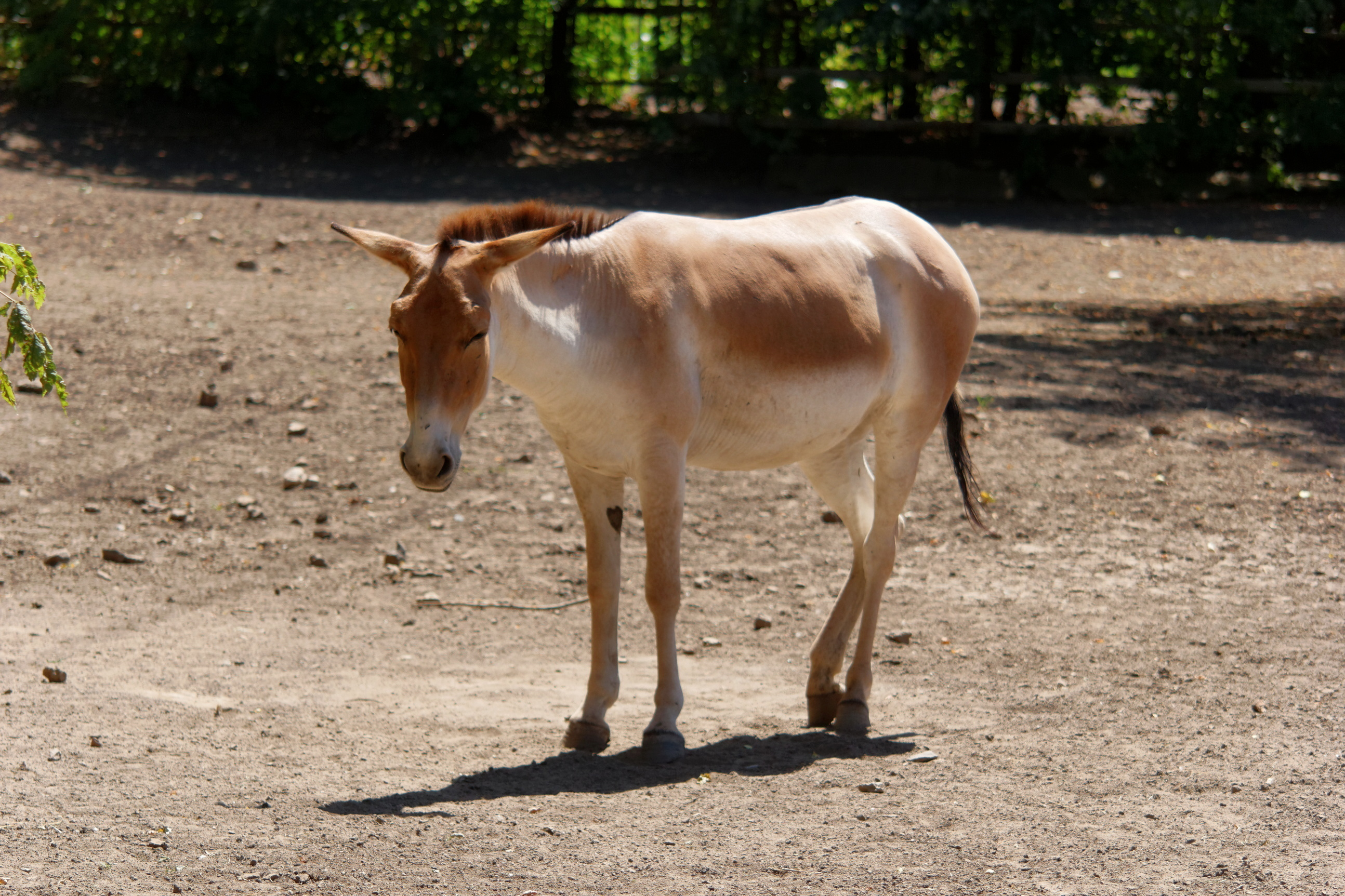
Equus hemionus onager
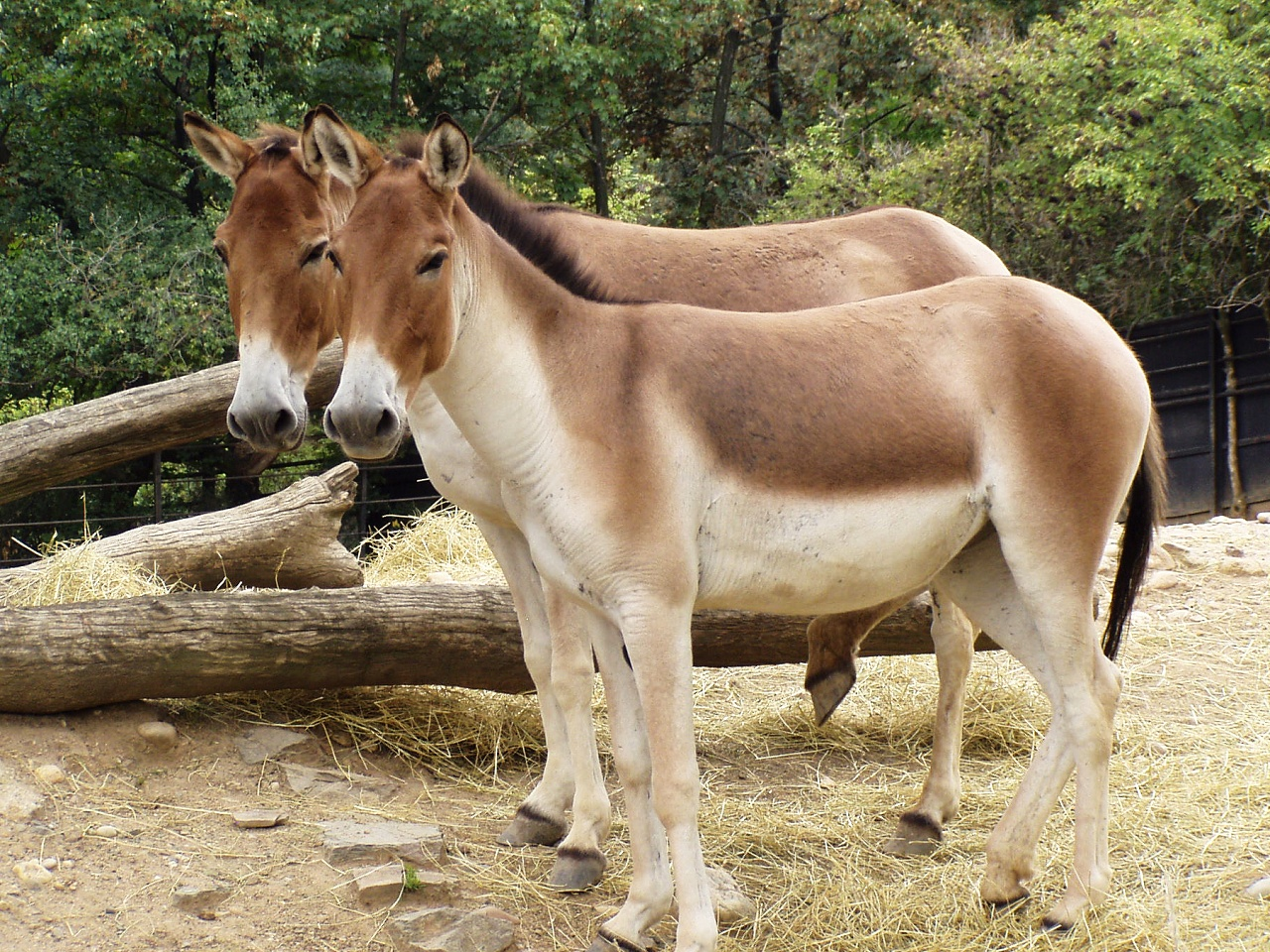
Equus kiang holdereri
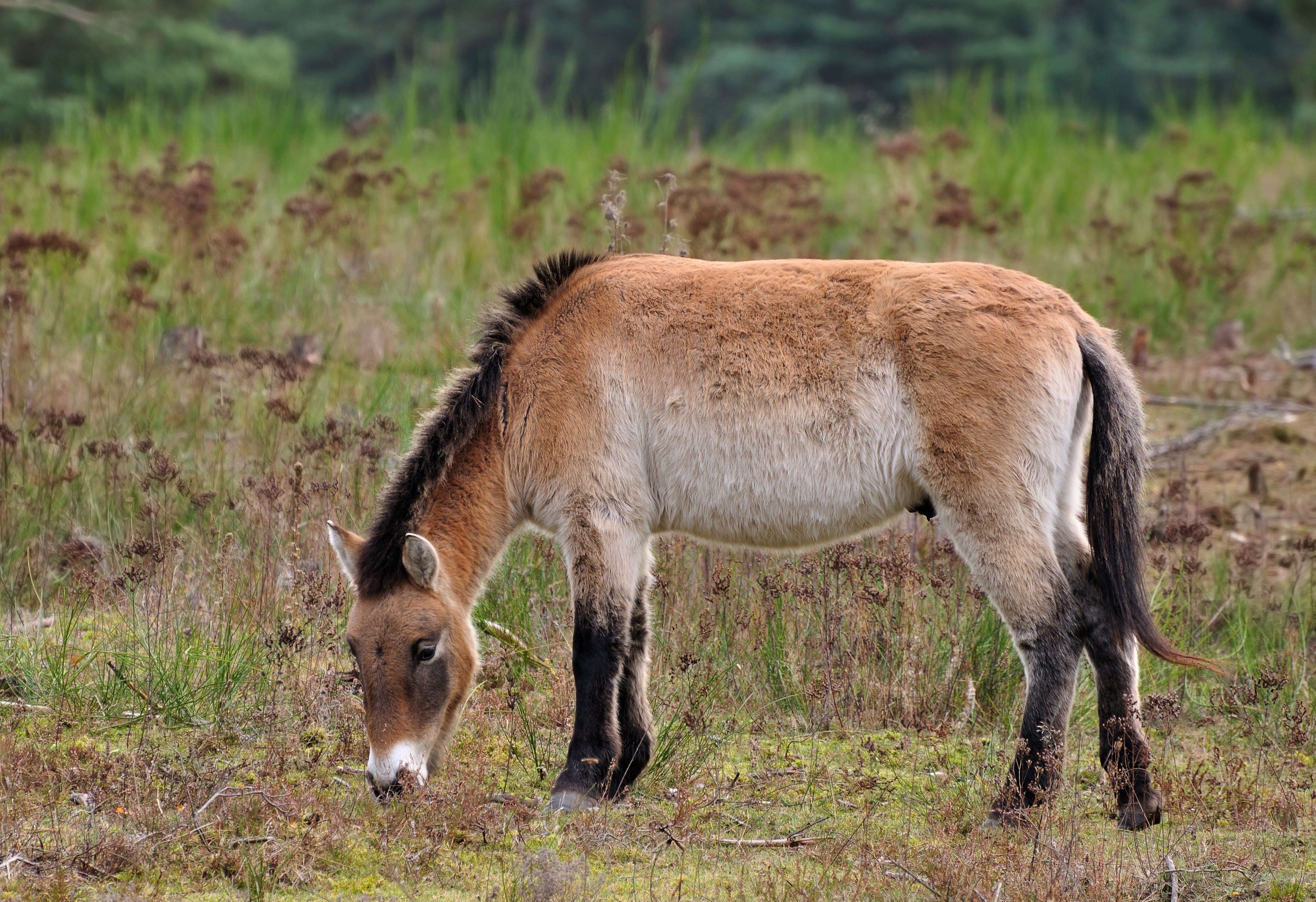
Equus przewalskii
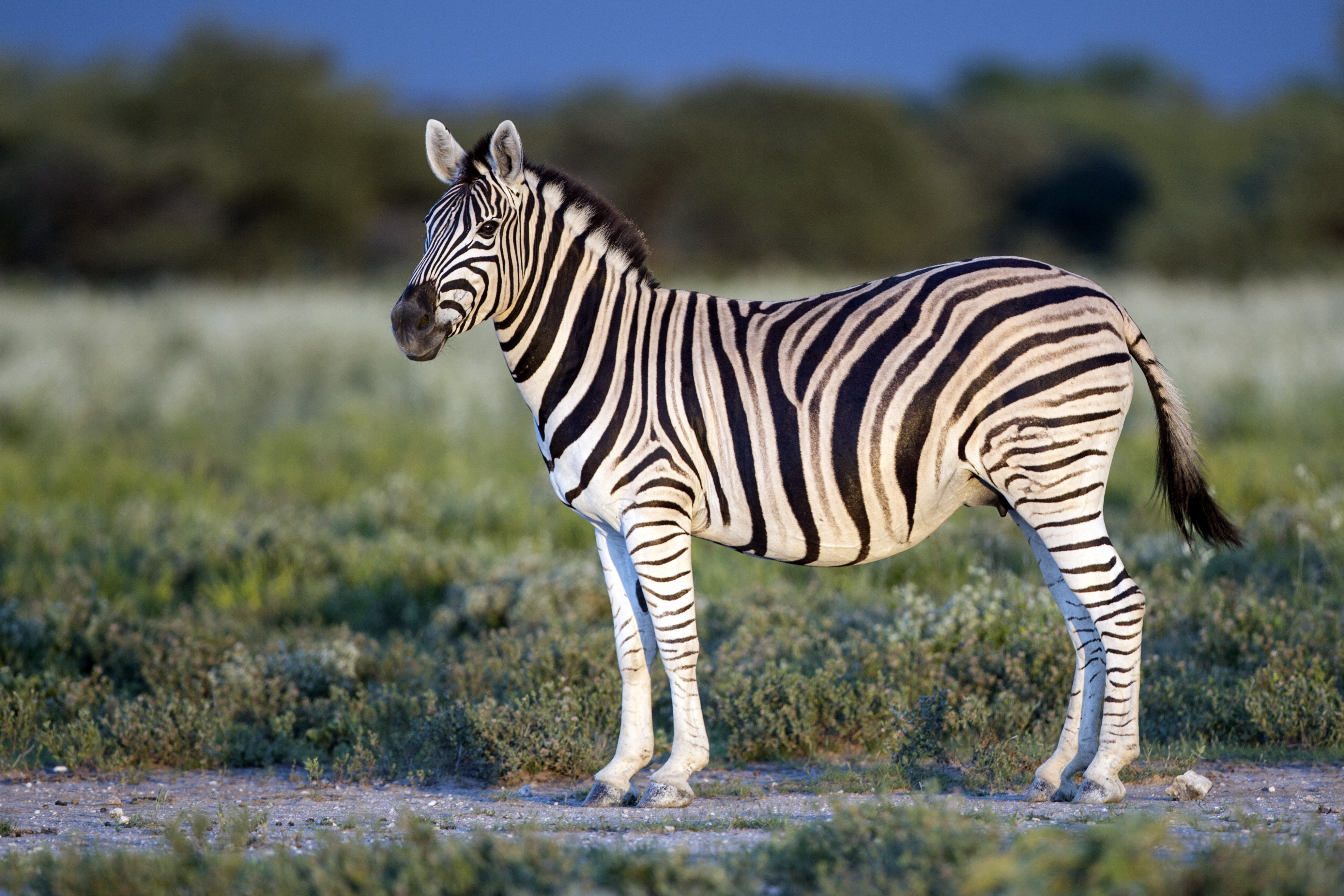
Equus quagga burchellii
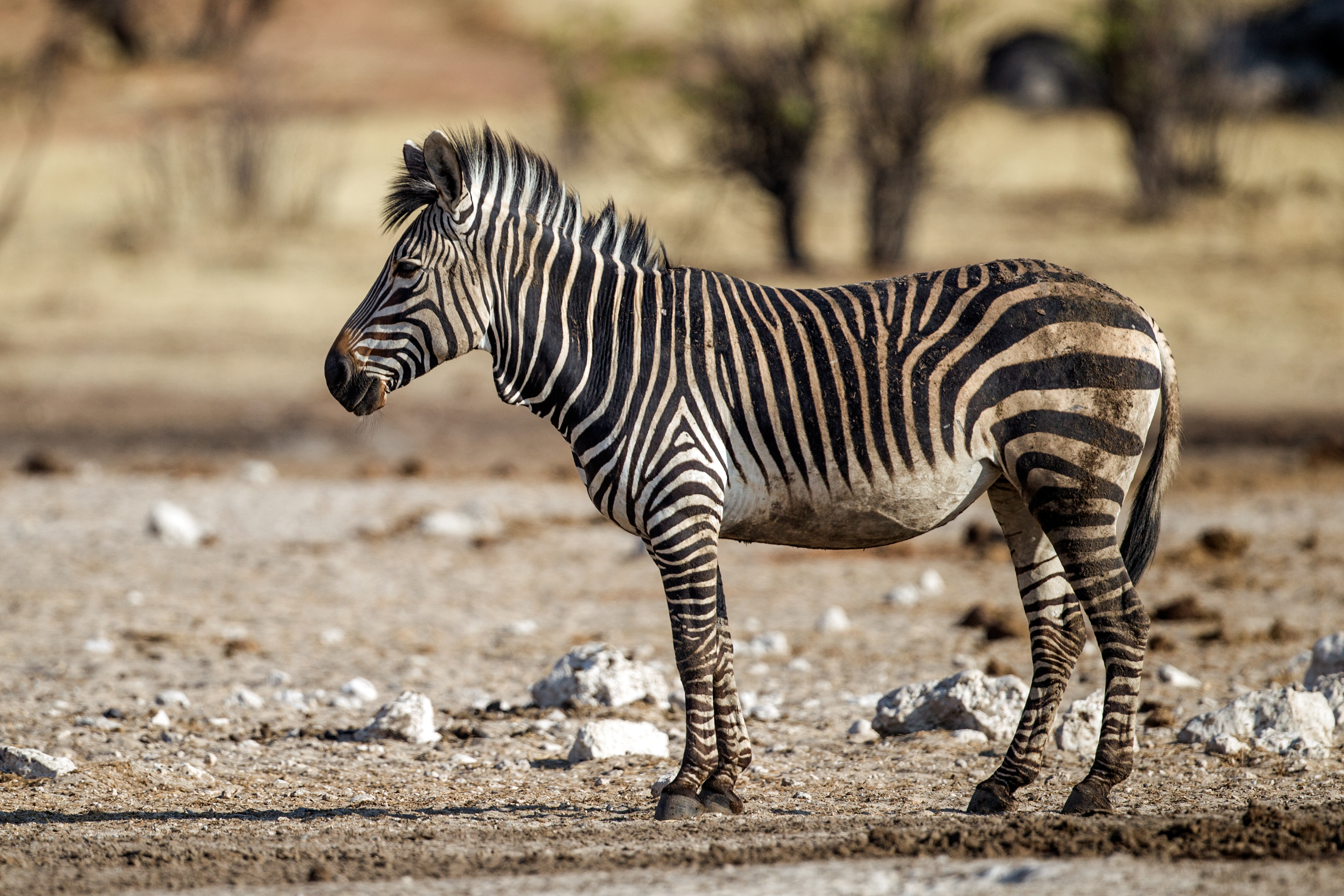
Equus zebra hartmannae

## Répartition géographique actuelle
Sous-genre Equus 

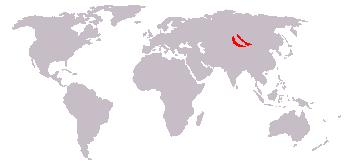
Cheval de Przewalski

Sous-genre Asinus 

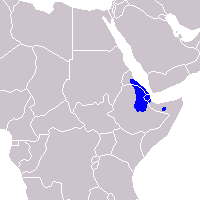
Âne sauvage d'Afrique
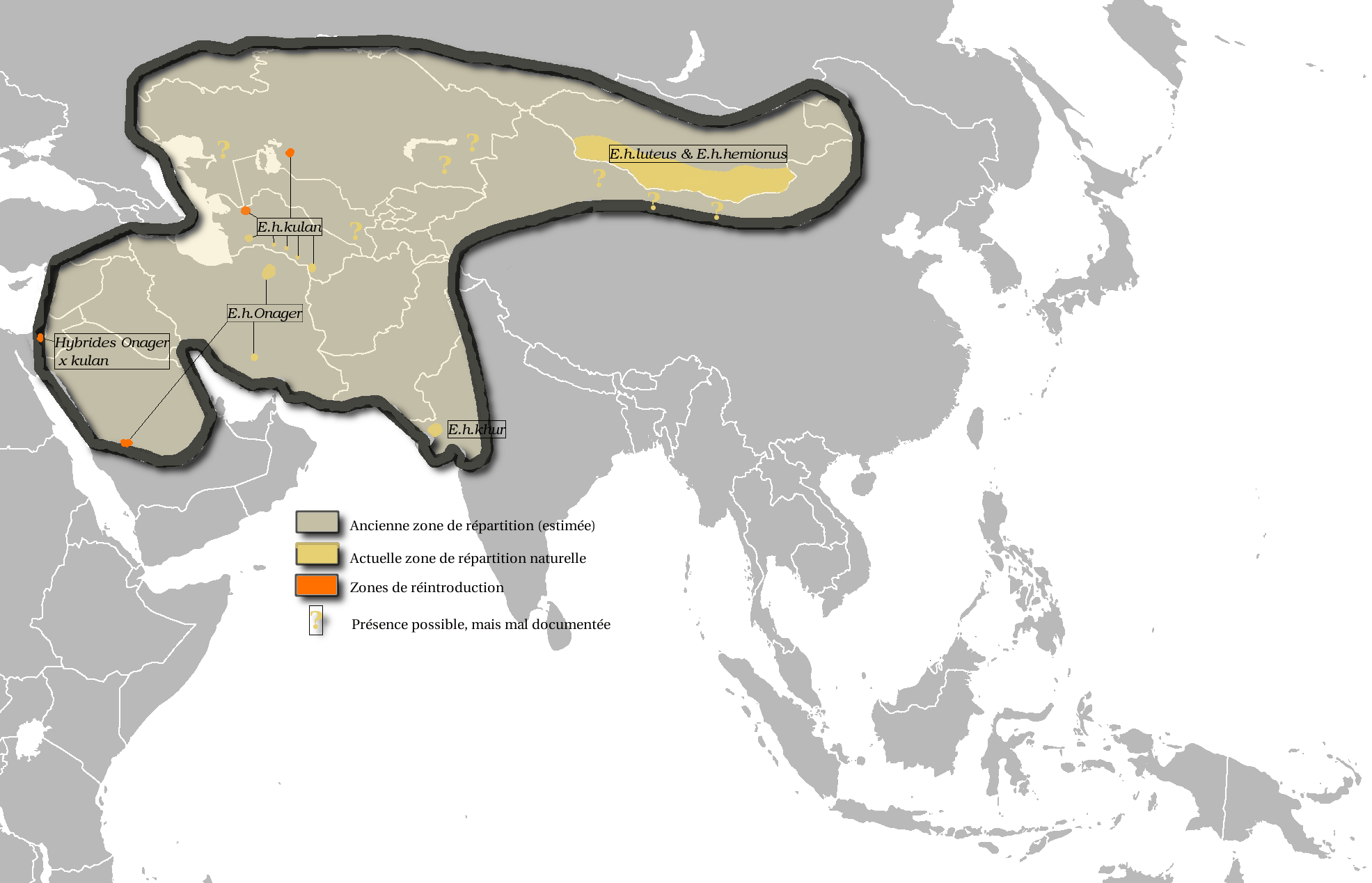
Âne sauvage d'Asie
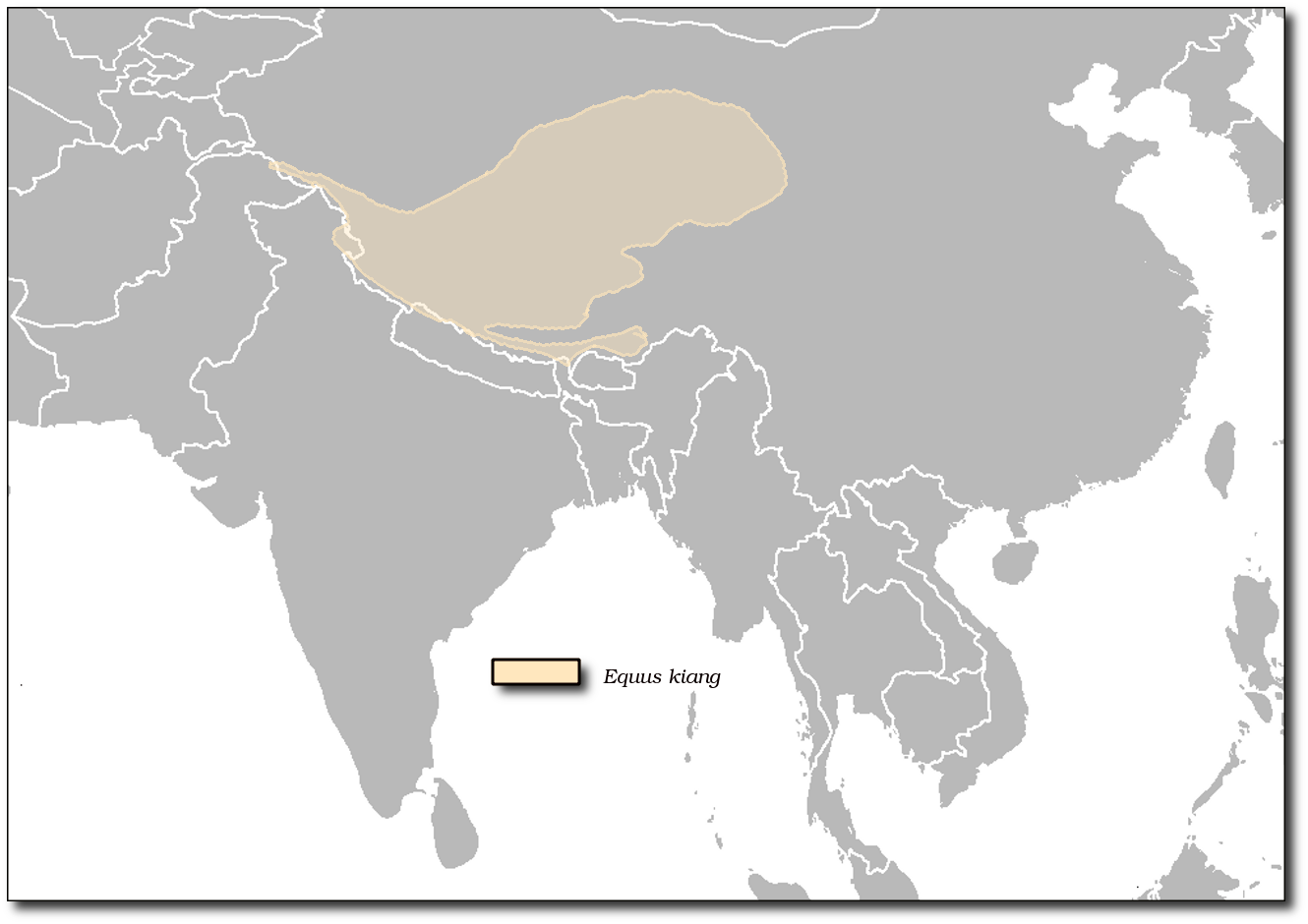
Âne sauvage du Tibet

Zèbres - Sous-genres Dolichohippus et Hippotigris 

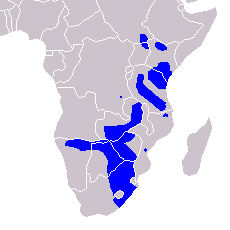
Zèbre de Burchell
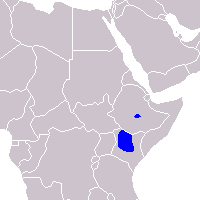
Zèbre de Grévy
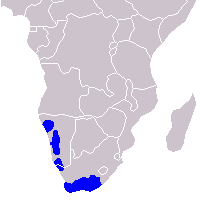
Zèbre des montagnes

## Particularités anatomiques
Il n'existe des gonadotropines chorioniques que chez les primates et chez les équidés (chez la jument, il s'agit de la eCG (equine CG) autrefois dénommée PMSG (Pregnant Mare Serum Gonadotropin))[réf. nécessaire].